# Franco Cordero
Franco Cordero (Cuneo, 6 agosto 1928 – Roma, 8 maggio 2020) è stato un giurista e scrittore italiano.
Cordero è stato autore prolifico, non solo di testi giuridici e saggi, ma anche di romanzi e pamphlet.

## Biografia

### Carriera accademica
Ha conseguito il diploma di maturità presso il liceo classico "Silvio Pellico" di Cuneo, vincendo il premio "Alice Schanzer Galimberti" quale miglior studente. Laureatosi con lode e dignità di stampa in giurisprudenza all'Università di Torino nel 1950, esercitò per breve tempo la professione di avvocato, in seguito abbandonata per dedicarsi esclusivamente all'insegnamento universitario. Allievo del romanista Giuseppe Grosso, si orienta successivamente alla filosofia del diritto, al diritto penale e alla procedura penale.
Vince il concorso per la cattedra di Procedura Penale ed è chiamato alla Facoltà di Giurisprudenza dell'Università di Trieste (1958-1960). È poi chiamato dall'Università Cattolica del Sacro Cuore di Milano, dove gli viene affidato anche l'incarico di insegnamento della Filosofia del Diritto (1960-1974). In seguito all'esclusione dall'insegnamento per motivi religiosi, è chiamato alla cattedra di procedura penale della Facoltà di Giurisprudenza dall'Università di Torino (1974-1976) e infine nel 1976 dell'Università La Sapienza di Roma (1976-2003), succedendo a Giuseppe Sabatini. Dal 2003 è stato professore emerito.

#### Ilcaso Corderodel 1972
Agli inizi degli anni Settanta è protagonista di un caso emblematico. Per l'insegnamento della filosofia del diritto scrive il libro di testo Gli osservanti, un'analisi del come nascano i sistemi penali, libro rispettoso della sensibilità religiosa ma anche fedele a verità storiche. Nel 1970, il testo viene accusato di eterodossia: ... quel libro cala una sonda nel sottosuolo del comportamento normativo, dai rituali nevrotici ai rendiconti post mortem... Molte formule tramandate non ci fanno bella figura... (dalla "Lettera" di Monsignor Carlo Colombo).
L'Università Cattolica decide di escluderlo dall'insegnamento.  Profondamente amareggiato, Cordero riepiloga la vicenda in un pamphlet: Risposta a monsignore. Si rivolge anche alla giustizia amministrativa, la quale a sua volta investe la Corte Costituzionale di una questione di legittimità. Con la sentenza 195/72, la Consulta si pronuncerà per la non fondatezza della questione di legittimità.

### Collaborazioni giornalistiche
Molto noti sono i suoi frequenti editoriali pubblicati dal 2002 sul quotidiano la Repubblica, dedicati soprattutto al comportamento in ambito processuale di Silvio Berlusconi - da lui soprannominato negli anni «Signor B», «Re Lanterna», «Caimano», «L'Olonese», «Silvius Magnus Fraudolentus» - e alle modifiche legislative in materia giuridica della sua maggioranza parlamentare. La sua scrittura si distingue per la sua ricercata erudizione, spezzata e densa di riferimenti storici.
Editorialista di "la Repubblica" dal 2002 chiamatovi da Ezio Mauro, Franco Cordero si ritirerà discretamente con l'avvento del direttore Calabresi.
Suoi articoli sono usciti sul Corriere della Sera; l'Espresso (nelle due versioni di Stampa); Micromega; l'Unità, il Fatto; Avanti; e molte riviste specializzate.

#### Cordero e ilCaimano
Fu appunto in uno dei suoi editoriali, per la prima volta nel 2002, che Cordero paragonò con disprezzo Silvio Berlusconi a un caimano, fornendo così l'ispirazione a Nanni Moretti per il film Il Caimano, la cui trama ruota appunto intorno alla figura di Berlusconi.
Cordero ha spesso riproposto la metafora Berlusconi-Caimano, non mancando di equipararlo a un Mackie Messer della contemporaneità, ossia il criminale senza scrupoli protagonista de L'Opera da tre soldi di Bertolt Brecht.

## Pensiero
Profondo conoscitore di teologia e di scienze religiose, orienta i suoi interessi sul tema del libero arbitrio e della predestinazione nella dottrina cristiana. Inoltre per Cordero la tipicità penale è uno dei risultati dell'applicazione della razionalità e della logica a fatti verificabili in opposizione all'arbitrium del decisore ambiguamente investito, nello stesso tempo, delle funzioni proprie dell'agire politico e di quelle "giurisdizionali": 
"siccome nomina criminis tassativi e Analogienverbot sono un antidoto, l'unico possibile, all'imperium demonico, rendono pessimi servizi alla civiltà del diritto quanti li contestano usando parole talismano [...]: consapevoli o no, reggono la coda a Behemoth e Leviathan".
«L'idea d'uno Stato dove i poteri legislativo, esecutivo, giudiziario appartengano a organi diversi e siano tutti eguali davanti alla legge» è - secondo Cordero - malvista dalla parte dominante nel Ventunesimo secolo. Soprattutto, «sono malviste le Costituzioni nate dalla Resistenza. Specie quelle del Sud Europa: in Italia, Grecia, Spagna, Portogallo».
Avvia una profonda riflessione del fenomeno giuridico a seguito della commissione della voce "Diritto" per l'Enciclopedia Einaudi. Si tratta di uno scandaglio nel mondo giuridico senza precedenti; la voce finirà per occupare più di un centinaio di pagine. A seguito di questa immersione nello studio giuridico che coinvolge i più disparati aspetti del sapere (dalla teologia alla psicologia, passando per la mitologia greca, il diritto romano, la filosofia medievale e la storia dell'Inquisizione) Franco Cordero scriverà poco tempo dopo Riti e sapienza del diritto. Anche questo libro di Cordero darà l'avvio ad un vivace dibattito in sede accademica, questa volta però senza conseguenze sul piano disciplinare per l'autore. Sarà il teologo e filosofo Italo Mancini, professore di filosofia del diritto presso la facoltà di Giurisprudenza dell'Università di Urbino, a criticare con asprezza il testo di Cordero nel suo libro Diritto e società. Studi e testi.

## Opere
Il suo manuale Procedura penale, completamente riscritto dopo la riforma del Codice avvenuta nel 1988, è uno dei più importanti testi italiani in materia. Oltre alle pubblicazioni giuridiche, ha scritto numerosi saggi e romanzi.

### Saggi
- Gli osservanti. Fenomenologia delle norme, Giuffrè, 1967; Aragno, 2008; La nave di Teseo, 2024
- Il sistema negato. Lutero contro Erasmo, De Donato, 1969
- Risposta a Monsignore, De Donato, 1970
- Trattato di decomposizione, De Donato, 1970. Traduzione in inglese, Against the Catholic System, Cold & Boyers, 1971
- L'Epistola ai Romani. Antropologia del cristianesimo paolino, Collana Saggi n.485, Torino, Einaudi, 1972,  p. 337.
- La fabbrica della peste, Laterza, Collana Saggi, 1983 e 1985
- Riti e sapienza del diritto, Laterza, Roma-Bari, 1981
- La fabbrica della peste, Laterza, Roma-Bari, 1984, pp. 440, edizione economica
- Criminalia. Nascita dei sistemi penali, Laterza, Roma-Bari, 1986
- Savonarola, Laterza, Roma-Bari,1986-1988 (biografia di Girolamo Savonarola); cofanetto 4 volumi
  - Voce calamitosa (1452-1494), Collana Storia e Società, Laterza, Roma-Bari, 1986, ISBN 978-88-42-02676-1, pp. 380.
  - Il profeta delle meraviglie (1494-1495), Collana Storia e Società, Laterza, Roma-Bari, 1987, ISBN 978-88-42-02832-1, pp. 570.
  - Demiurgo senza politica (1496-1497), Collana Storia e Società, Laterza, Roma-Bari, 1987, ISBN 978-88-42-02970-0, pp. 678.
  - Agonista perdente (1497-1498), Collana Storia e Società, Laterza, Roma-Bari, 1988, ISBN 978-88-42-03282-3, pp. 832.
  - 2ª edizione: Savonarola, i 4 voll., Collana Universale n.582, Bollati Boringhieri, Torino, 2009, ISBN 978-88-33-92009-2, pp. CCX-2417[12]
- Le strane regole del signor B., Collana Saggi, Garzanti, Milano, 2003. Premio Bagutta - 2004
- Nere lune d'Italia. Segnali da un anno difficile, Collana Saggi, Garzanti, Milano, 2004, ISBN 978-88-11-60038-1, pp. 224. (Festival Scrittorincittà, Cuneo 2004: Lectio magistralis)
- Fiabe di entropia. L'uomo, Dio, il diavolo, Collana Saggi, Garzanti, Milano, 2005, ISBN 978-88-11-60039-8, pp. 748. Premio Brancati di Saggistica.[13]
- Aspettando la cometa. Notizie e ipotesi sul climaterio d'Italia, Collana Nuova Cultura, Bollati Boringhieri, Torino, 2008, ISBN 978-88-33-91941-6, pp. 438.
- Il brodo delle undici. L'Italia nel nodo scorsoio, Collana Temi, Bollati Boringhieri, Torino, 2010, ISBN 978-88-33-92048-1, pp. 194.
- Giacomo Leopardi - Franco Cordero, Discorso sopra lo stato presente dei costumi degl'italiani. Seguito dai pensieri d'un italiano d'oggi, Bollati Boringhieri, 2011
- L'opera italiana da due soldi. Regnava Berlusconi, Bollati Boringhieri, Collana Temi n. 221, Torino, 2012, ISBN 978-88-33-92287-4, pp. XII-301.
- Morbo italico, Collana I Robinson.Letture, Laterza, Roma-Bari, 2013, ISBN 978-88-58-10872-7, pp. 338.
- Rutulia, Collana In ottavo, Quodlibet, Macerata 2017, ISBN 978-88-74-62875-9, p. 264. 21 settembre 2016. Articoli dal 22 agosto 2013 al giugno 2016.

### Romanzi
- Genus, De Donato, Bari, 1969, pp. 141, Premio Viareggio Opera Prima di Narrativa.[14]
- Le masche, Collana La Scala, Rizzoli, Milano, I ed. gennaio 1971, pp. 158.
- Opus, Collana Supercoralli, Einaudi, Torino, 1972, ISBN 978-88-06-33761-2, pp. 191.
- Pavana, Collana Supercoralli, Einaudi, Torino, 1973-1997, ISBN 978-88-06-35782-5, pp. 206.
- Viene il re. Romanzo, Bompiani, Milano, 1974, pp. 292.
- L'opera. Romanzo, Bompiani, Milano, 1975, pp. 348.
- Passi d'arme, Giuffrè, 1976; Collana Nuovi Coralli n.245, Einaudi, Torino, 1979, pp. 429.
- Cronaca d'una stregoneria moderna, Laterza, Roma-Bari, 1985, pp. 209.
- L'armatura. Un'inconsueta traversata del mondo raccontata con strabiliante maestria, Collana Narratori moderni, Garzanti, Milano, 2007, ISBN 978-88-11-68579-1, pp. 661. Premio Internazionale De Lollis (Università di Chieti)
- Toson d'oro, Collana Le stanze, Edizioni Leima, 2014, ISBN 978-88-98-39516-3, pp. 592.
- Bellum civile, Collana In ottavo grande n.10, Quodlibet, Macerata, 2017, ISBN 978-88-22-90053-1 pp. 280.
- La tredicesima cattedra, La nave di Teseo, Milano, 2020.[15]

### Libri Giuridici
- Le situazioni soggettive nel processo penale, Giappichelli, Torino 1956 (2ª ed. 2022); ISBN 978-8892124073 pp. 320
- Contributo allo studio dell'Amnistia nel processo, Giuffrè, Milano 1957;
- Il giudizio d'onore, Giuffrè, 1959;
- Tre studi sulle prove penali, Giuffrè 1963;
- Ideologie del processo penale, Giappichelli, Torino, 1956; Giuffrè, Milano 1966;
- Ideologie del processo penale, Ristampato nel 1997 dall'Università 'La Sapienza' di Roma, negli Studi in onore, edizione integrata da appendice: - I poteri del Magistrato. - Stilus Curiae. - Strutture d'un codice.- Legalità penale;
- Procedura penale, Giuffrè, Milano 1966 (9ª ed. 1987);
- Procedura Penale, [riscritta e aggiornata per il Nuovo codice], Giuffrè, Milano 1991 (9ª ed. 2012);
- Guida alla procedura penale, UTET 1986;
- Codice di procedura penale commentato, UTET, Torino 1989 (2ª ed. 1992);

### Voci d'Enciclopedia
- "Archiviazione", in Enciclopedia del Diritto, volume II, Giuffrè, Milano 1958.
- "Giudizio", in Novissimo Digesto Italiano, UTET, Torino 1961 (ora Digesto, 4ª ed., vol. V Penale, 1991);
- "Merito nel diritto processuale" e "Nomen iuris", in Novissimo Digesto Italiano, UTET, Torino 1963 (ora Digesto, 4ª ed., vol. VII Penale, UTET, Torino, 1993);
- "Diritto", in Enciclopedia Einaudi, IV: Costituzione-Divinazione, Einaudi, Torino, 1978;
- "Legalità penale", in Enciclopedia Giuridica, vol. XVIII, Istituto dell'Enciclopedia Italiana, Roma 1990.

### Conferenze, Lectiones magistrales
Molteplici conferenze e 'Lectiones cathedrae magistrales' tenute in varie Università, nell'Auditorium di Roma, Festival della Filosofia (anni 2007 a 2016); in molte edizioni del Salone Internazionale del libro di Torino (anni da 2007 a 2016), ed in altri Festival e sedi d'avvenimenti culturali. Tra le altre:
- Napoli (5 febbraio 2004) Lectio magistralis: “Globalizzazione economica, democrazia, legalità”, Istituto italiano per gli studi filosofici Associazione 'Libertà e Giustizia’;
- Cuneo, Inaugurazione del Festival Scrittorincittà (2004) Lectio sul Saggio “Nere lune d'Italia”;
- Venezia (26 settembre 2005) Lectio: “Il progetto di riforma della prescrizione”;
- San Gimignano (ASFER, Associazione per lo studio del fenomeno religioso) XIV Summer School on Religion (2007), prolusione: "La lingua di Adamo";
- Università di Chieti, Premio Internazionale De Lollis (2007) per “L'armatura”;
- Torino, Festival Storia (16 ottobre 2008) Social Science, Lectio: “Logografi in cura d'anime”, con anteprima su 'la Repubblica' (16 ottobre 2008);
- 'Giolitti e i suoi nemici. Gli sfoghi di Salvemini e Albertini'. Torino (febbraio 2009), «l'Indice dei libri del mese»: Lectio: “I visi della dea”;
- Università La Normale Superiore di Pisa (3 aprile 2009) Lectio: "Practica causarum criminalium", tenuta davanti alle Camere penali Toscane;
- “L'Indice...” Torino (luglio 2009) “Grosse mosche e anime finte”, "Una via Lattea delittuosa";
- Torino, Festival Torino Spiritualità (26 settembre 2009) Lectio: “Il funambolo triste”;
- Mantova, Festivaletteratura (2009 e 2010) Lectio: “Due signorie di ascolto e visione”, anteprima su 'la Repubblica' ("L'etica del Frate che odiava il grande Tiranno");
- Premio Capalbio (2010) Lectio magistralis;
- Reggio Emilia (15 aprile 2011) e Micromega 4/2011, Giornate della Laicità, Lectio: “Elogio del Relativismo”; Roma Premio Europeo Campidoglio per la Cultura;
- Reggio Emilia, ''Giornate della laicità' (16 aprile 2011) Lectio: “Teoria dei limiti: l'amorfo, le forme, stati perversi”;
- Università di Pavia, “Cenerentola diventa Orca” (5 dicembre 2011) Lectio conclusiva dedicata dalla Facoltà a Vittorio Grevi;
- Torino (25 gennaio 2012) Lectio: “Storie future del Morbo italico”, presso 'Fondazione Fulvio Croce' con anteprima su 'la Repubblica' (24 gennaio 2012) "La partita a scacchi di Re Lanterna";
- Sarzana, Festival della Mente (1 settembre 2012) Lectio: “Fobia del pensiero”; con anteprima su 'la Repubblica': '"Perché lo stile è sovversivo";
- Cuneo, Liceo Classico Silvio Pellico (9, 10 novembre 2012) Lectio; “Sette anni d'Humanitas”, anteprima su 'la Repubblica' (6 novembre 2012); "Piccoli consigli agli studenti'";
- Festival Torino, Premio storico D'Orsi (2014) Lectio: “Quarant'anni d'interdetto”;
- Accademia d'Architettura di Venezia (2016) Lectio magistralis;
- Roma (21 ottobre 2016) Premio Europeo Campidoglio per la Cultura.